# Mugã (Casmar)
Mugã ou Mogã (em persa: مغان; romaniz.: Moghan ou Mughan) é uma localidade do Irã na província de Coração Razavi, condado de Casmar, distrito Central. Segundo censo de 2006, havia 1 978 pessoas e 544 famílias.